# Maria Lieber
Maria Lieber (* 5. Mai 1956 in Sögel/Emsland) ist eine deutsche Romanistin, Germanistin, Philologin und Sprachwissenschaftlerin.

## Leben
Maria Lieber studierte von 1975 bis 1981 Romanistik und Germanistik/Lehramt Sekundarstufe II an der RWTH Aachen. Nach DAAD-Studienaufenthalten in Paris und Lissabon schloss sie ein Studium der Romanischen Sprach- und Literaturwissenschaft sowie Neuerer Deutscher Literaturgeschichte an, bevor sie 1985 bei Richard Baum promovierte. Bis 1989 war Maria Lieber als DAAD-Lektorin am Germanistischen Institut der Universität Padua (Italien) tätig, bevor sie als wissenschaftliche Angestellte ans Institut für Romanische Philologie der RWTH Aachen zurückkehrte, wo sie 1993 ihre Habilitation zum Thema „Sprachkultur im Zeitalter der italienischen Renaissance – Gian Giorgio Trissino (1478–1550)“ abschloss.
Von 1992 bis 1993 vertrat sie die Professur für Romanische Sprachwissenschaft an der Universität Bremen sowie anschließend an der TU Dresden.
Seit 1994 ist Maria Lieber Professorin für Romanistik (mit Schwerpunkt Sprachwissenschaft Französisch und Italienisch) an der TU Dresden. Sie war als Gastprofessorin/-dozentin in Bologna, La Réunion, Messina, New York City, Padua, Rom, Sevilla, Trient und Turin tätig.

## Forschungsschwerpunkte
- Editionsnormen und Editionsgeschichte
- Manuskriptforschung
- Lodovico Antonio Muratori (1672–1750) und Deutschland
- Sprachkultur im Zeitalter der Renaissance
- Wissenschaftsgeschichte – Zu den Anfängen der romanischen Philologie
- Die französische Sprache in Sachsen
- Die italienische Sprache am sächsischen Hof
- Sprach- und Kulturtransfer
- Fach- und Sondersprachen
- Grammatikographie der romanischen Sprachen
- Minderheitensprachen
- Sprache, Sprachentwicklung, Sprachkontakte, Sprachmigration und Sprachpolitik in der Frankophonie (mit Kreolophonie) und Italophonie
- Sportsprache in der Romania
- Übersetzungskultur in Italien

## Ämter, Funktionen, Auszeichnungen und sonstige Mitgliedschaften
Ämter und Funktionen
- seit 1994 Ko-Direktorin des CIFRAQS, dem Vorgängerzentrum des Centrums Frankreich / Frankophonie (CFF)
- 1995 bis 2000 Direktorin des Fachsprachenzentrums der TU Dresden
- 1995 bis 1997 Sprecherin der ostdeutschen Romanisten im DRV
- 1995 bis 2002 Schatzmeisterin des Franko-Romanistenverbandes
- 1995 bis 2005 Mitglied der DAAD-Auswahlkommissionen „Romanisten nach Frankreich, Italien, Spanien“, „Jahresstipendien nach Frankreich, Belgien und in die Niederlande“, „Sprachkursstipendien für Romanische Sprachen“
- 2007–2023 Geschäftsführende Direktorin des Italien-Zentrums der TU Dresden[1]
- 2007 bis 2009 Studiendekanin der Fakultät  Sprach-, Literatur- und Kulturwissenschaften
- 2005 bis 2012 Mitglied des Wissenschaftlichen Rats des  Zentrums für Lehrerbildung, Schul- und Berufsausbildungsforschung (ZLSB) der TU Dresden
- 2009 bis 2012 Mitglied des Vorstands des Zentrums für Lehrerbildung, Schul- und Berufsausbildungsforschung (ZLSB) der TU Dresden
- seit 2010 Programmkoordinatorin des  Bilateralen Masterstudiengangs mit der Università degli Studi di Trento
- 2010 bis 2012 Akkreditierungsbeauftragte für Acquin e.V.
- seit 2010 Vorstandsmitglied im Deutsch-Italienischen Institut für Rechtskulturvergleich in Europa (D.I.R.E.)
- seit 2010 Mitglied des Consiglio scientifico des  C.R.E.S. – Centro di ricerca sugli Epistolari del Settecento, Università degli Studi di Verona
- seit 2015 Partnership Manager Technische Universität Dresden – Università degli Studi di Trento
- seit 2017 Leitende Hochschullehrerin der TU Dresden des Netzwerks für internationale Nachwuchsforschung „Europäischer Kulturtransfer und sächsische Identität“
- seit 2023 Präsidentin des ITALIENZENTRUM DRESDEN e.V.[2]

Auszeichnungen
- 2013 Chevalier dans l’Ordre des Palmes académiques[3]

Sonstige Mitgliedschaften
- seit 1986 Mitglied der Società di Linguistica Italiana
- seit 1988 Mitglied der Société de Linguistique Romane
- seit 1989 Mitglied des Deutschen Romanistenverbandes
- seit 1994 Mitglied des Deutschen Italianistenverbandes
- seit 1994 Mitglied in der Gesellschaft von Freunden und Förderern der TU Dresden e. V. (GFF)
- seit 1997 Mitglied des Interdisziplinären Zentrums für die Erforschung der Europäischen Aufklärung (IZEA)
- 2006–2016 Socio corrispondente, seit 2016 Socio effettivo des Centro di studi muratoriani[4]
- seit 2016 Mitglied des Zentrums für Integrationsstudien (ZfI) der TU Dresden
- seit 2022 Mitglied des Netzwerkes Scienziati Italiani in Germania Network (SIGN)

## Publikationen (Auswahl)
- Maurice Grevisse und die französische Grammatik. Zur Geschichte eines Phänomens. Dissertation. Universität Aachen. Romanistischer Verlag, Bonn 1986. (Abhandlungen zur Sprache und Literatur. 2).
- mit Jürgen Posset (Hrsg.): Texte schreiben im Germanistikstudium. iudicium,  München 1988. (Studienreihe DaF/Sprachdidaktik, 7).
- mit Elisabeth Arend-Schwarz und Anna de Meo: Übersetzung Italienisch-Deutsch. Ein Arbeitsbuch mit kommentierten Übersetzungen. Hueber,  München 1991.
- mit Fabio Marri, unter Mitwirkung von Christian Weyers: Lodovico Antonio Muratori und Deutschland. Studien zur Kultur- und Geistesgeschichte der Frühaufklärung. Peter Lang, Frankfurt am Main 1997. (Italien in Geschichte und Gegenwart. Bd. 8).
- mit Ingo Kolboom, Edward Reichel (Hrsg.): Le Québec: Société et Cultures. Les enjeux identitaires d’une francophonie lointaine. Dresden University Press, Dresden 1997 (Dresden Romania. Literaturen-Sprachen-Länder, 2).
- mit Willi Hirdt (Hrsg.): Kunst und Kommunikation. Betrachtungen zum Medium Sprache in der Romania. Festschrift zum 60. Geburtstag von Richard Baum. Stauffenburg, Tübingen 1997.
- mit Giorgio Cusatelli, Heinz Thoma, Eduardo Tortarolo (Hrsg.): Gelehrsamkeit in Deutschland und Italien im 18. Jahrhundert/Letterati, erudizione e società scientifiche negli spazi italiani e tedeschi del’ 700. Niemeyer, Tübingen 1999. (Hallesche Beiträge zur Europäischen Aufklärung, 8).
- mit Fabio Marri (Hrsg.): Die Glückseligkeit des gemeinen Wesens. Wege der Ideen zwischen Italien und Deutschland im Zeitalter der Aufklärung. Peter Lang, Frankfurt am Main 1999. (Italien in Geschichte und Gegenwart, 14).
- mit Harald Wentzlaff-Eggebert (Hrsg.): Deutschsprachige Romanistik – für wen? Synchron Wissenschaftsverlag der Autoren, Heidelberg 2002.
- mit Joachim Born (Hrsg.): Sportsprache in der Romania. (Beihefte zu Quo vadis, Romania? 25). Praesens, Wien 2008.
- mit Fabio Marri, unter Mitarbeit von Daniela Gianaroli: La corrispondenza di Lodovico Antonio Muratori col mondo germanofono. Carteggi inediti. Peter Lang, Frankfurt am Main 2010. (Italien in Geschichte und Gegenwart. Band 31).
- mit Christoph Oliver Mayer (Hrsg.): Flüchlinge? Zur Dynamik des Flüchtens in der Romania. Peter Lang, Frankfurt am Main
- mit Daniela Gianaroli, unter Mitarbeit von Josephine Klingebeil, Chiara Maria Pedron: Carteggi con Lazzari … Luzán. Olschki, Florenz 2020. (Edizione Nazionale del Carteggio di L. A. Muratori. Vol. 25).
- mit Richard Baum, unter Mitarbeit von Jutta Robens, Josephine Klingebeil: Italienisch – die Erfindung Dantes. Die Grundlegung der ersten Schrifttumsgemeinschaft Europas. Stauffenburg, Tübingen 2022. (Romanica et Comparatistica, Bd. 39)
- mit Valentina Cuomo: La lingua italiana dal fiorentino all' internazionalizzazione. Stauffenburg, Tübingen 2024. (Romanica et Comparatistica, Bd. 40)
- mit Daniela Gianaroli und Valentina Cuomo, unter Mitarbeit von Josephine Klingebeil, Ralf Michael Christoph: Carteggi con Hackmann ... Lazarelli. Olschki, Florenz 2025. (Edizione Nazionale del Carteggio di L. A. Muratori. Vol. 24).
- mit Ralf Michael Christoph: Die lusophonen Welten in Sachsen. Os mundos lusófonos na Saxónia. Peter Lang, Berlin, Bern, Bruxelles u. a. 2025.